# Gagra
Gagra (in abcaso: Гагра) è una città dell'Abcasia (territorio rivendicato dalla Georgia e non riconosciuto dalla comunità internazionale), sulla costa nord-orientale del Mar Nero, ai piedi dei monti del Caucaso.
Il suo clima subtropicale l'ha resa celebre meta turistica durante il periodo dell'Impero russo e dell'Unione Sovietica. Essa è visitata da turisti russi.
A partire dalla guerra d'Abcasia negli anni novanta la città ha perso gran parte della propria popolazione: nel 1989 la popolazione era di 26 636 abitanti ma questo dato è certamente calato, considerata l'espulsione di massa dei georgiani dall'Abcasia durante la guerra.
Gagra è il centro dell'omonimo distretto. Si trova nella parte occidentale della regione dell'Abcasia e il fiume Psou funge da confine con il Krai di Krasnodar in Russia.

## Storia
La città fu fondata come colonia greca nel regno della Colchide, chiamata Triglite, abitata da greci e colchici. La Colchide passò sotto il controllo del regno del Ponto nel I secolo a.C., prima di essere conquistata dall'Impero romano e ribattezzata Nitica. La sua posizione geografica spinse i Romani a fortificare la città, che fu ripetutamente attaccata dai Goti e da altri invasori. La città e l'intera regione della Colchide rimasero parte dell'Impero bizantino.
Divenne un importante insediamento commerciale in cui spiccavano i mercanti genovesi e veneziani, che commerciavano i principali prodotti di esportazione della città: legno, miele, cera e schiavi. Il nome “Gagra” apparve per la prima volta su una mappa nel 1308, su una mappa del Caucaso realizzata dall'italiano Pietro Visconti, che ora si trova nella Biblioteca Marciana a Venezia.
Nel XVI secolo, Gagra e il resto della Georgia occidentale furono conquistati dall'Impero ottomano. I mercanti occidentali furono espulsi e la città entrò in un lungo periodo di declino, con gran parte della popolazione locale che fuggì sulle montagne. Nel XVIII secolo, la città era ridotta a poco più di un villaggio circondato da foreste e paludi infestate da malattie. La sua fortuna riprese nel XIX secolo, quando l'Impero russo si espanse nella regione, annettendo l'intera Georgia. Le paludi furono bonificate e la città fu ricostruita attorno a un nuovo ospedale militare. La sua popolazione, tuttavia, era ancora esigua: nel 1866, un censimento registrò che a Gagra vivevano 336 uomini e 280 donne, per lo più famiglie locali o ufficiali dell'esercito e loro familiari. La città subì gravi danni durante la guerra russo-turca del 1877-1878, quando le truppe ottomane invasero, distrussero la città ed espulsero la popolazione locale. La Russia vinse la guerra, tuttavia, e ricostruì nuovamente Gagra.
Nel 1904 la città fu visitata dal duca Alessandro di Oldenburg, membro della famiglia reale russa. Egli intuì il potenziale del clima subtropicale della regione e decise di costruirvi un resort di lusso. Dopo aver raccolto una ingente somma di denaro dal governo, vi costruì un palazzo per sé e una serie di altri edifici in uno stile architettonico eclettico che attingeva da diversi paesi europei. Fu realizzato un parco con alberi tropicali e furono importati pappagalli e scimmie per conferirgli un'atmosfera esotica. Nonostante i costi elevati, il resort non ebbe inizialmente successo, anche se in seguito attirò un numero crescente di turisti stranieri in crociera sul Mar Nero. In seguito alla fondazione del resort, nel 1904 l'area fu ceduta dall'okrug di Sukhumi al governatorato del Mar Nero.
Durante la rivoluzione russa del 1905, una rivolta locale portò alla formazione di un governo rivoluzionario nella città, che fondò un'autoproclamata Repubblica di Gagra di breve durata. Quest'entità fu presto sconfitta e i rivoluzionari furono arrestati in massa. La prima guerra mondiale, pochi anni dopo, fu un disastro per Gagra, distruggendo il settore turistico da cui dipendeva. La rivoluzione russa che seguì poco dopo vide i bolscevichi prendere il controllo della città; nonostante un breve tentativo francese di respingerli durante la guerra civile russa, la città fu incorporata saldamente nella nuova Unione Sovietica all'interno della Repubblica Socialista Sovietica Georgiana.
Il leader bolscevico Vladimir Lenin emanò un decreto nel 1919 che istituiva un “resort per lavoratori” a Gagra, nazionalizzando il resort che era stato costruito da Oldenburg. Divenne una popolare località di villeggiatura per i cittadini sovietici e durante la seconda guerra mondiale assunse un nuovo ruolo come luogo di riabilitazione per i soldati feriti. Dopo la guerra, vi furono costruiti vari sanatori statali. La località crebbe e fu sviluppata intensamente come parte della “Riviera sovietica”. Il film musicale del 1985 Zimnij večer v Gagrach rese la località ancora più popolare.
Alla fine degli anni '80, le tensioni tra le comunità georgiana e abcasa nella regione aumentarono. Tra il 1992 e il 1993 scoppiò una guerra che si concluse con la sconfitta delle forze del governo georgiano. Centinaia di migliaia di persone di etnia georgiana furono espulse dalle loro case in Abcasia e migliaia furono massacrate in un'ondata di pulizia etnica di massa. Gagra e la capitale abcasa Sukhumi furono al centro di duri combattimenti e subirono gravi danni. Ad oggi, le persone di etnia georgiana hanno lo status di sfollati interni e non hanno potuto fare ritorno alle loro case.